# Au temps de la chouannerie
Pour plus de détails, voir Fiche technique et Distribution.
Au temps de la chouannerie est un film muet français réalisé par Louis Feuillade sorti en 1910.

## Synopsis
Thème : la guerre de Vendée.

## Fiche technique
- Réalisation, scénario : Louis Feuillade
- Cadreur : Albert Sorgius
- Décorateur : Henri Ménessier
- Société de production : Société des Établissements L. Gaumont
- Pays d'origine : France
- Format : Muet - Noir et blanc
- Genre : Film historique[1]
- Date de sortie : France : 17 janvier 1910

Sources : Ciné-Ressources et IMDb

## Distribution
- Alice Tissot
- Renée Carl
- Georges Wague
- Léonce Perret
- Edmund Breon